# Pesa Elf
Pesa Elf (от англ. electric low floor — электрический низкопольный) — семейство пассажирских электропоездов европейской колеи производства польской компании PESA. В состав семейства входят модели: 21WE (EN62), 22WE (EN76), 27WE и 34WE (EN96). Всего выпущено не менее 90 электропоездов семейства.
Поезда широко используются для скоростного сообщения в Мазовии, Силезии и других районах Польши.

## Призы и награды
- 2010 — звание «За достижения в технике и защите окружающей Среды» награжден Радой Торуни.[1]
- 2011 — лучший продукт на конкурсе Ассоциации инженеров и техников связи на выставке Trako в Гданьске.[2]
- 2017 — главный приз в категории «транспортные средства» на конкурсе Ассоциации инженеров и техников связи на выставке Trako в Гданьске[3].